# Gonodonta sinaldus
Gonodonta sinaldus är en fjärilsart som beskrevs av Achille Guenée 1852. Gonodonta sinaldus ingår i släktet Gonodonta och familjen nattflyn. Inga underarter finns listade i Catalogue of Life.